# Romanian International 2012
Die Romanian International 2012 fanden in Timișoara vom 15. bis zum 18. März 2012 statt. Der Referee war Marcel Pierloot aus Belgien. Das Preisgeld betrug 5.000 US-Dollar, wodurch das Turnier in das BWF-Level 4B eingeordnet wurde. Es war die 14. Austragung dieser internationalen Meisterschaften von Rumänien im Badminton.

## Austragungsort
- Complexul Sportiv Banu Sport, FC Ripensia Street 33

## Finalergebnisse
| Disziplin    | Sieger                                | Finalist                              | Ergebnis          |
| ------------ | ------------------------------------- | ------------------------------------- | ----------------- |
| Herreneinzel | Marcel Reuter                         | Iztok Utroša                          | 21:17 21:17       |
| Dameneinzel  | Kana Ito                              | Ayumi Mine                            | 21:19 21:12       |
| Herrendoppel | Laurent Constantin Sébastien Vincent  | Arya Maulana Aldiartama Edi Subaktiar | 21:18 20:22 21:17 |
| Damendoppel  | Sandra-Maria Jensen Line Kjærsfeldt   | Tilde Iversen Camilla Madsen          | 21:19 17:21 21:16 |
| Mixed        | Edi Subaktiar Melati Daeva Oktavianti | Roman Zirnwald Elisabeth Baldauf      | 21:19 21:18       |